# Plexippus sylvarus
Plexippus sylvarus är en spindelart som beskrevs av Arthur Urquhart 1892. Plexippus sylvarus ingår i släktet Plexippus och familjen hoppspindlar. Inga underarter finns listade i Catalogue of Life.